# Fußball-Bezirksliga Karl-Marx-Stadt 1961/62
Die Fußball-Bezirksliga Karl-Marx-Stadt 1961/62 war die zehnte Austragung der vom Bezirksfachausschuss (BFA) Fußball Karl-Marx-Stadt durchgeführten Bezirksliga Karl-Marx-Stadt. Sie war die höchste Spielklasse im Bezirk Karl-Marx-Stadt und die vierthöchste im Ligasystem auf dem Gebiet des DFV.
Nachdem in den Jahren von 1955 bis 1960 das Spieljahr im Fußball mit dem Kalenderjahr identisch gewesen war, beschlossen die Funktionäre des DFV zum Jahr 1961, den Spielrhythmus wieder auf das alte System (Herbst-Frühjahr) umzustellen. Man hatte den Frühjahr-Herbst-Rhythmus ursprünglich von der Sowjetunion übernommen, wo dieser Spielrhythmus witterungsbedingt aufgrund der strengen Winter notwendig war. Da in der DDR jedoch nicht die gleichen klimatischen Gegebenheiten herrschten und der Rhythmus nicht mit dem Herbst-Frühjahr-Rhythmus der internationalen Europapokal-Wettbewerbe übereinstimmte, revidierte man schließlich wieder die Entscheidung. Wegen der längeren Spielzeit wurde in der Bezirksliga übergangsweise in einer Dreifachrunde (39 Spieltage) gespielt, in der die Mannschaften 19 Heim- und Auswärtsspiele sowie ein Spiel auf einem neutralen Platz bestritten.
Der Bezirksliganeuling BSG Einheit Reichenbach sicherte sich gleich den Bezirksmeistertitel und stieg in die übergeordnete II. DDR-Liga auf. Die BSG Motor Zschopau nahm als Vizemeister durch die Aufstockung der DDR-Liga an einer zusätzlichen Qualifikationsrunde zur II. DDR-Liga teil, in der die Mannschaft in der Staffel C den dritten Rang belegte und den Aufstieg verpasste.
Da die Bezirksliga zur Folgesaison um eine zweite Staffel aufgestockt wurde, gab es sieben direkte Aufsteiger aus der Bezirksklasse. Aus der Bezirksliga-Relegation schafften es noch die beiden Erstplatzierten der zwei Gruppen, zu diesen auch die BSG Stahl Olbernhau aus der Bezirksliga gehörte. Durch einen vierten Rang in der Relegation verpasste die BSG Motor Reichenbach den Klassenerhalt und stieg in eine der untergeordneten Bezirksklassestaffeln gab. Aus der II. DDR-Liga kam die BSG Fortschritt Meerane hinzu.

## Abschlusstabelle
| Pl. | Mannschaft                         | Sp. | S  | U  | N  | Tore    | Diff. | Punkte |
| --- | ---------------------------------- | --- | -- | -- | -- | ------- | ----- | ------ |
| 1.  | BSG Einheit Reichenbach (N)        | 39  | 25 | 7  | 7  | 090:420 | +48   | 57:21  |
| 2.  | BSG Motor Zschopau                 | 39  | 24 | 8  | 7  | 092:320 | +60   | 56:22  |
| 3.  | HSG Wissenschaft Freiberg          | 39  | 21 | 5  | 13 | 074:560 | +18   | 47:31  |
| 4.  | BSG Motor Limbach-Oberfrohna       | 39  | 17 | 13 | 9  | 064:520 | +12   | 47:31  |
| 5.  | BSG Wismut Stollberg               | 39  | 14 | 15 | 10 | 064:530 | +11   | 43:35  |
| 6.  | BSG Motor Germania Karl-Marx-Stadt | 39  | 18 | 3  | 18 | 061:790 | −18   | 39:39  |
| 7.  | BSG Fortschritt Limbach-Oberfrohna | 39  | 13 | 11 | 15 | 054:540 | ±0    | 37:41  |
| 8.  | BSG Aufbau Aue-Bernsbach           | 39  | 14 | 9  | 16 | 059:620 | −3    | 37:41  |
| 9.  | BSG Einheit Mittweida (N)          | 39  | 10 | 15 | 14 | 043:500 | −7    | 35:43  |
| 10. | BSG Lokomotive Karl-Marx-Stadt (N) | 39  | 14 | 6  | 19 | 039:580 | −19   | 34:44  |
| 11. | BSG Wismut Schneeberg (N)          | 39  | 12 | 9  | 18 | 054:720 | −18   | 33:45  |
| 12. | TSG Rodewisch                      | 39  | 10 | 9  | 20 | 044:710 | −27   | 29:49  |
| 13. | BSG Motor Reichenbach              | 39  | 10 | 7  | 22 | 043:660 | −23   | 27:51  |
| 14. | BSG Stahl Olbernhau                | 39  | 8  | 9  | 22 | 040:740 | −34   | 25:53  |

| (N) Aufsteiger aus der Bezirksklasse 1960 |

Namensänderung während der Saison
- BSG Wismut Rodewisch → TSG Rodewisch

## Kreuztabelle
Die Kreuztabelle stellt die Ergebnisse aller Spiele (ausgenommen Neutrale Runde) dieser Saison dar. Die Heimmannschaft ist in der linken Spalte aufgelistet und die Gastmannschaft in der obersten Reihe.
| Bezirksliga Karl-Marx-Stadt 5. März 1961 – 27. Mai 1962 | Bezirksliga Karl-Marx-Stadt 5. März 1961 – 27. Mai 1962 | RC      | BSG Motor Zschopau | HSG Wissenschaft Freiberg | L-O     | STL     | BSG Motor Germania Karl-Marx-Stadt | BSG Fortschritt Limbach-Oberfrohna | BSG Aufbau Aue-Bernsbach | MW      | BSG Lokomotive Karl-Marx-Stadt | SNB     | TSG RDW | RC      | BSG Stahl Olbernhau |
| ------------------------------------------------------- | ------------------------------------------------------- | ------- | ------------------ | ------------------------- | ------- | ------- | ---------------------------------- | ---------------------------------- | ------------------------ | ------- | ------------------------------ | ------- | ------- | ------- | ------------------- |
| 01.                                                     | BSG Einheit Reichenbach                                 |         | 1:0 1:1            | 3:1 1:2                   | 0 7:3   | 0 1:1   | 4:2 2:0                            | 1:3 2:0                            | 1:0 4:0                  | 0 4:1   | 0 4:1                          | 3:1 6:0 | 0 3:1   | 0 2:1   | 0 3:0               |
| 02.                                                     | BSG Motor Zschopau                                      | 0 3:0   |                    | 4:3 2:0                   | 0 6:0   | 3:1 1:1 | 0 9:1                              | 0 2:1                              | 0 0:1                    | 0:0 2:3 | 0 2:0                          | 0 4:0   | 5:1 3:0 | 5:1 1:1 | 2:0                 |
| 03.                                                     | HSG Wissenschaft Freiberg                               | 0 2:0   | 0 2:4              |                           | 0 4:0   | 3:2 4:1 | 0 4:1                              | 0 3:0                              | 0 0:2                    | 1:0 1:3 | 1:2 1:0                        | 0 4:0   | 3:2 0:3 | 1:0 4:1 | 5:1 2:1             |
| 04.                                                     | BSG Motor Limbach-Oberfrohna                            | 2:0 0:1 | 3:1 1:1            | 0 3:0                     |         | 0 1:3   | 2:2 4:0                            | 0:2 2:0                            | 3:0 1:1                  | 0 3:2   | 0 2:0                          | 2:1 2:2 | 0 3:1   | 0 2:0   | 0 3:0               |
| 05.                                                     | BSG Wismut Stollberg                                    | 2:2 2:0 | 0 2:2              | 0 1:2                     | 1:1 0:1 |         | 0 6:0                              | 0 2:2                              | 0 2:0                    | 1:1     | 3:1 2:0                        | 0 4:1   | 0 2:2   | 0:4 2:1 | 3:1 0:0             |
| 06.                                                     | BSG Motor Germania Karl-Marx-Stadt                      | 0 2:4   | 0:2 0:6            | 1:1 1:2                   | 0 3:2   | 1:0 5:0 |                                    | 0 2:1                              | 1:0 2:0                  | 4:2     | 0 1:2                          | 0 0:1   | 4:2 1:0 | 0 (1)   | 0 2:2               |
| 07.                                                     | BSG Fortschritt Limbach-Oberfrohna                      | 0 2:2   | 1:0 1:1            | 0:0 3:1                   | 0 2:2   | 0:0 0:6 | 1:2 2:0                            |                                    | 2:3 0:1                  | 0 0:0   | 0 1:1                          | 0 0:0   | 6:1 2:0 | 0 2:4   | 0 6:0               |
| 08.                                                     | BSG Aufbau Aue-Bernsbach                                | 0 2:5   | 1:2 2:1            | 1:3 2:1                   | 0 0:2   | 2:3 2:2 | 0 5:1                              | 0 4:0                              |                          | 1:0 1:1 | 0 0:1                          | 0 3:6   | 4:3 0:1 | 0 4:0   | 3:3 1:0             |
| 09.                                                     | BSG Einheit Mittweida                                   | 1:1     | 0 0:2              | 0 1:2                     | 1:1 0:0 | 0 0:1   | 0 0:1                              | 0 2:1                              | 0 2:2                    |         | 1:0 1:1                        | 2:0 2:1 | 0 1:0   | 4:1 0:4 | 0:0 3:1             |
| 10.                                                     | BSG Lokomotive Karl-Marx-Stadt                          | 0:1 1:0 | 0 1:0              | 0 1:1                     | 1:4 2:0 | 0 1:1   | 0:4 1:2                            | 1:1 3:1                            | 1:0                      | 0 2:3   |                                | 1:3 1:2 | 0 0:1   | 0 2:0   | 0 1:1               |
| 11.                                                     | BSG Wismut Schneeberg                                   | 0 0:0   | 0:4 0:2            | 3:2 3:0                   | 0 1:2   | 0 1:3   | 1:2 4:2                            | 2:0 0:3                            | 1:1                      | 0 0:0   | 0 1:2                          |         | 2:0 2:2 | 0 1:1   | 0 3:2               |
| 12.                                                     | TSG Rodewisch                                           | 0 0:2   | 0 0:0              | 0 0:4                     | 1:3 1:1 | 1:1 1:2 | 0 2:0                              | 0 1:1                              | 0 1:1                    | 1:1 1:0 | 1:2 1:0                        | 0 2:1   |         | 0:1 2:0 | 0:2 3:2             |
| 13.                                                     | BSG Motor Reichenbach                                   | 2:3 0:7 | 0 1:3              | 0 1:2                     | 0:0 2:0 | 1:0 0:0 | 1:0 1:2                            | 0 0:2                              | 0 2:4                    | 0 0:0   | 0:1 4:0                        | 2:1 2:2 | 0 2:4   |         | 0 2:1               |
| 14.                                                     | BSG Stahl Olbernhau                                     | 0:2 1:2 | 0 1:2              | 0 1:1                     | 1:1     | 0 1:0   | 0 1:0                              | 1:2                                | 0 2:4                    | 0 2:1   | 3:1 2:3                        | 3:2 0:1 | 0 0:0   | 1:0     |                     |

### Neutrale Runde
| Datum                       |                                    | Ergebnis |                                    | Spielort      |
| --------------------------- | ---------------------------------- | -------- | ---------------------------------- | ------------- |
| 05. März 1961 01. Spieltag  | HSG Wissenschaft Freiberg          | 1:1      | BSG Motor Limbach-Oberfrohna       | Flöha         |
| 12. März 1961 02. Spieltag  | BSG Einheit Mittweida              | 0:1      | BSG Fortschritt Limbach-Oberfrohna | Penig         |
| 09. April 1961 05. Spieltag | BSG Motor Zschopau                 | 2:0      | BSG Lokomotive Karl-Marx-Stadt     | Erdmannsdorf  |
| 16. April 1961 06. Spieltag | BSG Wismut Stollberg               | 0:3      | BSG Wismut Schneeberg              | Hartenstein   |
| 07. Mai 1961 09. Spieltag   | BSG Aufbau Aue-Bernsbach           | 0:0      | BSG Motor Reichenbach              | Kirchberg     |
| 14. Mai 1961 10. Spieltag   | BSG Wismut Rodewisch               | 1:4      | BSG Einheit Reichenbach            | Pfaffengrün   |
| 04. Juni 1961 12. Spieltag  | BSG Motor Germania Karl-Marx-Stadt | 5:0      | BSG Stahl Olbernhau                | Grünhainichen |

## Aufsteiger zur Bezirksliga
Aufgrund der Aufstockung der Bezirksliga zur Folgesaison von einer auf zwei Staffeln, gab es aus der Bezirksklasse sieben direkte Aufsteiger.
Staffel 1: SG Dynamo Klingenthal, BSG Fortschritt Adorf
Staffel 2: BSG Lokomotive Zwickau
Staffel 3: BSG Aktivist „Grube Deutschland“ Oelsnitz
Staffel 4: BSG Motor Markersdorf
Staffel 5: BSG Fortschritt Eppendorf
Staffel 6: ISG Geyer

## Bezirksliga-Relegation
In der Bezirksliga-Relegation ermittelten die beiden letzten der Bezirksliga und die sechs Zweit- bzw. Drittplatzierten der Bezirksklassestaffeln die vier Teilnehmer für die folgende Bezirksligasaison. Gespielt wurde in zwei Gruppen nach dem Modus „Jeder gegen Jeden“ in einer Doppelrunde.

### Gruppe 1
Abschlusstabelle
| Pl. | Mannschaft                                                 | Sp. | S | U | N | Tore    | Diff. | Punkte |
| --- | ---------------------------------------------------------- | --- | - | - | - | ------- | ----- | ------ |
| 1.  | BSG Stahl Olbernhau (14. der Bezirksliga)                  | 6   | 3 | 2 | 1 | 010:600 | +4    | 08:40  |
| 2.  | BSG Einheit Gersdorf (2. der Bezirksklasse Staffel 3)      | 6   | 3 | 1 | 2 | 013:800 | +5    | 07:50  |
| 3.  | BSG Fortschritt Burgstädt (2. der Bezirksklasse Staffel 4) | 6   | 2 | 2 | 2 | 009:130 | −4    | 06:60  |
| 4.  | BSG Rotation Crossen (2. der Bezirksklasse Staffel 2)      | 6   | 0 | 3 | 3 | 005:100 | −5    | 03:90  |

Kreuztabelle

Die Kreuztabelle stellt die Ergebnisse aller Spiele dieser Aufstiegsrunde dar. Die Heimmannschaft ist in der linken Spalte aufgelistet und die Gastmannschaft in der obersten Reihe.
| Bezirksliga-Relegation Gruppe 1 27. Mai 1962 – 21. Juli 1962 | Bezirksliga-Relegation Gruppe 1 27. Mai 1962 – 21. Juli 1962 | Olbernhau | Gersdorf | Burgstädt | Crossen |
| ------------------------------------------------------------ | ------------------------------------------------------------ | --------- | -------- | --------- | ------- |
| 1.                                                           | BSG Stahl Olbernhau                                          |           | 1:0      | 0:0       | 1:0     |
| 2.                                                           | BSG Einheit Gersdorf                                         | 4:2       |          | 3:1       | 4:1     |
| 3.                                                           | BSG Fortschritt Burgstädt                                    | 1:5       | 3:2      |           | 2:1     |
| 4.                                                           | BSG Rotation Crossen                                         | 1:1       | 0:0      | 2:2       |         |

### Gruppe 2
Abschlusstabelle
| Pl. | Mannschaft                                               | Sp. | S | U | N | Tore    | Diff. | Punkte |
| --- | -------------------------------------------------------- | --- | - | - | - | ------- | ----- | ------ |
| 1.  | BSG Einheit Auerbach (3. der Bezirksklasse Staffel 1)    | 6   | 4 | 2 | 0 | 014:500 | +9    | 10:20  |
| 2.  | BSG Fortschritt Oederan (2. der Bezirksklasse Staffel 5) | 6   | 2 | 2 | 2 | 007:600 | +1    | 06:60  |
| 3.  | BSG Motor Gornsdorf (2. der Bezirksklasse Staffel 6)     | 6   | 2 | 1 | 3 | 008:130 | −5    | 05:70  |
| 4.  | BSG Motor Reichenbach (13. der Bezirksliga)              | 6   | 0 | 3 | 3 | 007:120 | −5    | 03:90  |

Kreuztabelle

Die Kreuztabelle stellt die Ergebnisse aller Spiele dieser Aufstiegsrunde dar. Die Heimmannschaft ist in der linken Spalte aufgelistet und die Gastmannschaft in der obersten Reihe.
| Bezirksliga-Relegation Gruppe 2 27. Mai 1962 – 21. Juli 1962 | Bezirksliga-Relegation Gruppe 2 27. Mai 1962 – 21. Juli 1962 | Auerbach | Oederan | Gornsdorf | Reichenbach |
| ------------------------------------------------------------ | ------------------------------------------------------------ | -------- | ------- | --------- | ----------- |
| 1.                                                           | BSG Einheit Auerbach                                         |          | 2:2     | 4:0       | 4:1         |
| 2.                                                           | BSG Fortschritt Oederan                                      | 0:1      |         | 1:2       | 1:0         |
| 3.                                                           | BSG Motor Gornsdorf                                          | 1:2      | 0:2     |           | 1:1         |
| 4.                                                           | BSG Motor Reichenbach                                        | 1:1      | 1:1     | 3:4       |             |